# Preben Dabelsteen
Preben Gustav Dabelsteen (14. oktober 1925 - 23. januar 2017) var en dansk badmintonspiller og journalist. Som badmintonspiller var han kendt for sit hårde, stejle smash og kraftige grundslag. Efter sin aktive badmintonkarriere arbejdede han i mange år som journalist og redaktionssekretær på BT.
Dabelsteen vandt i 1948 All England-mesterskabet i herredouble sammen med Børge Frederiksen, og to år senere gentog han bedriften sammen med makken fra ungdomsårene i Nykøbing Falster Badmintonklub, Jørn Skaarup. Allerede i 1947 var Preben Dabelsteen og Jørn Skaarup for første gang i All England-finalen, hvor de dog tabte til et andet dansk par, Poul Holm og Tage Madsen.
Sammen med Jørn Skaarup vandt Preben Dabelsteen fem DM-titler i herredouble i 1945-46, 1946-47, 1947-48, 1950-51 og 1955-56 og to Denmark Open-titler i 1945 og 1946. Han spillede også en række landskampe, bl.a. for Danmarks Thomas Cup-hold. 
Han var desuden indehaver af Badminton Danmarks Fortjensttegn.